# Фолклендські Острови та Європейський Союз
Відносини між Фолклендськими островами та Європейським Союзом ґрунтуються на тому, що Фолклендські острови були раніше заморською країною та територією Європейського Союзу (тобто територією держави-члена за межами Європейського Союзу) до виходу Сполученого Королівства з ЄС.

## Допомога розвитку та торгівля
Фолклендські острови отримали вигоду від 9-го Європейського фонду розвитку в розмірі 4,547 мільйона євро. У рамках 10-го фонду Фолклендські острови отримали 4,6 мільйона євро. Ці кошти були спрямовані, зокрема, на охорону місцевої морської фауни, яка також приваблює туристів. Туризм є другим джерелом доходу архіпелагу після риболовлі. Тому ці кошти були важливими.
Оскільки ці острови належать до британської території, після Brexit вони більше не отримували переваги від тих самих фондів допомоги в майбутньому, навіть якщо Сполучене Королівство пообіцяло взяти на себе цю допомогу розвитку, спочатку отриману від ЄС за допомогою програми Darwin Plus.
90% експорту Фолклендських островів йде до Європи. До Brexit частина рибного експорту Фолклендських островів йшла до Європи, зокрема до Іспанії. Рибальство становить 40% ВВП і 60% податкових надходжень на Фолклендських островах. За відсутності угоди з Євросоюзом податки на морепродукти тепер збільшуються на 6% до 18%. Що стосується податків на велику рогату худобу та овець Сен-Мало, то вони зросли на 42%. Таким чином, вихід Сполученого Королівства з Європейського Союзу вплинув на економічний розвиток Фолклендських островів.

## Винятки з політики спільноти
| Держави-члени та території | У союзі? | Застосування союзного права | Підлягає виконанню в суді | Євратом | Союзне громадянство | Вибори до парламенту | Шенгенська зона | Зона ПДВ | Митна територія Союзу | Спільний європейський ринок | Єврозона                |
| -------------------------- | -------- | --------------------------- | ------------------------- | ------- | ------------------- | -------------------- | --------------- | -------- | --------------------- | --------------------------- | ----------------------- |
| Фолклендські Острови       | Ні       | Мінімальний додаток (ЖВТ)   | Ні                        | Так     | Так                 | Ні                   | Ні              | Ні       | Ні                    | Застосування часткове       | Ні (Фолклендський фунт) |

### Пояснення
1. ↑  Зазначимо, що Європейський Союз французькою мовою називає їх «îles Falkland», а не «îles Malouines»